# Каран-Єлга (Чишминський район)
Кара́н-Єлга́ (рос. Каран-Елга, башк. Ҡаранйылға) — село у складі Чишминського району Башкортостану, Росія. Входить до складу Новотроїцької сільської ради.
Населення — 130 осіб (2010; 186 у 2002).
Національний склад:
- татари — 88 %